# Yoshiki Nakai
Yoshiki Nakai (中井 義樹 Nakai Yoshiki?, nacido el 4 de enero de 1983 en Osaka) es un exfutbolista japonés. Jugaba de centrocampista y su último club fue el SP Kyoto FC de Japón.

## Trayectoria

### Clubes
| Club             | País  | Año         |
| ---------------- | ----- | ----------- |
| Cerezo Osaka     | Japón | 2001 - 2005 |
| Thespa Kusatsu   | Japón | 2006 - 2007 |
| Sagawa Printing  | Japón | 2007 - 2010 |
| V-Varen Nagasaki | Japón | 2011 - 2012 |
| SP Kyoto FC      | Japón | 2013 - 2015 |